# Pedro Valdes Sada
Pedro Antonio Valdes Sada (nacido el 28 de septiembre de 1960 en Monterrey, México) es el único astrónomo regiomontano especialista en el sistema solar. Colabora en proyectos de observatorios internacionales y de la NASA. Desde diciembre del 2015 es profesor asociado e investigador del departamento de Física y Matemáticas en la Universidad de Monterrey (UDEM).

## Formación académica
En 1982, Valdes Sada se graduó como Ingeniero Químico y de Sistemas del Instituto Tecnológico de Estudios Superiores de Monterrey. Posteriormente, en 1987 obtuvo una licenciatura en Astronomía de la Universidad de Texas en Austin. Hizo una maestría en Astronomía en 1990 y un doctorado en la misma área en 1993, ambos en la Universidad Estatal de Nuevo México.

## Proyectos
Produce un programa en la estación universitaria Radio UDEM llamado Obsesión por el
cielo, en el cual invita a la audiencia a explorar las constelaciones y estrellas mediante una perspectiva de conocimiento y sabiduría.
- Espectroscopía infrarroja de alta resolución del planeta Júpiter: Comparaciones entre observaciones terrestres de hidrocarburos y las realizadas en el espacio.
- Observaciones polarimétricas de regiones alrededor de manchas solares activas - MgI.
- Fotometría y astrometría de asteroides.
- Ocultaciones estelares por planetas, lunas y asteroides.
- Fotometría de los tránsitos de planetas extra-solares y estrellas variables.
- Fotometría de eventos mutuos de lunas planetarias.

## Colaboraciones
- Sociedad Mexicana de Astrobiología
- Asociación Americana de Observadores Estrella Variable
- Sociedad Planetaria
- Asociación Internacional de Tiempo de Ocultación
- Sociedad Astronómica del Pacífico
- Unión Astronómica Americana
- Unión Astronómica Internacional
- División de Ciencias Planetarias
- Sociedad Astronómica Americana
- Mexicana Sistema Nacional de Investigadores , Nivel 1.

## Distinciones
- National Research Council (NRC) Resident Research Associateship en NASA-Goddard Space Flight Center (GSFC) (Greenbelt, MD, E.U.A. - 1993-1996).
- Miembro del Sistema Nacional de Investigadores (CONACYT) (desde 1998, Nivel I).[2]

## Publicaciones
- CCD Photometry of Three Short-Period Asteroids from the Universidad de Monterrey Observatory The Minor Planet Bulletin, (2008).
- Temporally Varying Ethylene Emission on Jupiter Icarus, (2008).
- Astrometry of Iapetus, Ariel, Umbriel, and Titania from eclipses y occultations Icarus, (2009).
- Saturn’s Latitudinal C2H2 and C2H6 Abundance Profiles from Cassini/CIRS and Ground-Based Observations Icarus, (2009).
- 12C/13C Ratio in Ethane on Titan and Implications for Methane’s Replenishment (2009).
- Journal of the American Association of Variable Star Observers (2010).
- Recent Transits of the Super-Earth Exoplanet GJ 1214b, Astrophysical Journal (2010).
- Lightcurve Analysis of 932 Hooveria, The Minor Planet Bulletin, (2010).
- Kepler and Ground-based Transits of the Exo-Neptune HAT-P-11b, Astrophysical Journal, (2011).
- Warm Spitzer Secondary Transit Photometry of Hot Jupiters HAT-P-6b, HAT-P-8b and XO-4b, Astrophysical Journal, (2012).
- Extrasolar Planet Transits Observed at Kitt Peak National Observatory, Publications of the Astronomical Society of the Pacific, (2012).
- Infrared Eclipses of the Strongly Irradiated Planet WASP-33b, and Oscillations of Its Host Star, The Astrophysical Journal, (2012).
- Astrometric Results of Observations of Mutual Occultations and Eclipses of the Saturnian Satellites in 2009, Astronomy and Astrophysics, (2012).
- Elusive Ethyene Detected in Saturn´s Northern Storm Region, The Astrophysical Journal, (2012).
- TASTE. III. A homogeneous study of transit time variations in WASP-3b, Astronomy and Astrophysics, (2012).
- Parameters of Recent Transits of HAT-P-23b". Revista Mexicana de Astronomía y Astrofísica, (2013).
- Warm Spitzer Photometry of Three Hot Jupiters HAT-P-3b, HAT-P-4b and HAT-P-12b, The Astrophysical Journal, (2013).[2]